# Fallschirmjäger

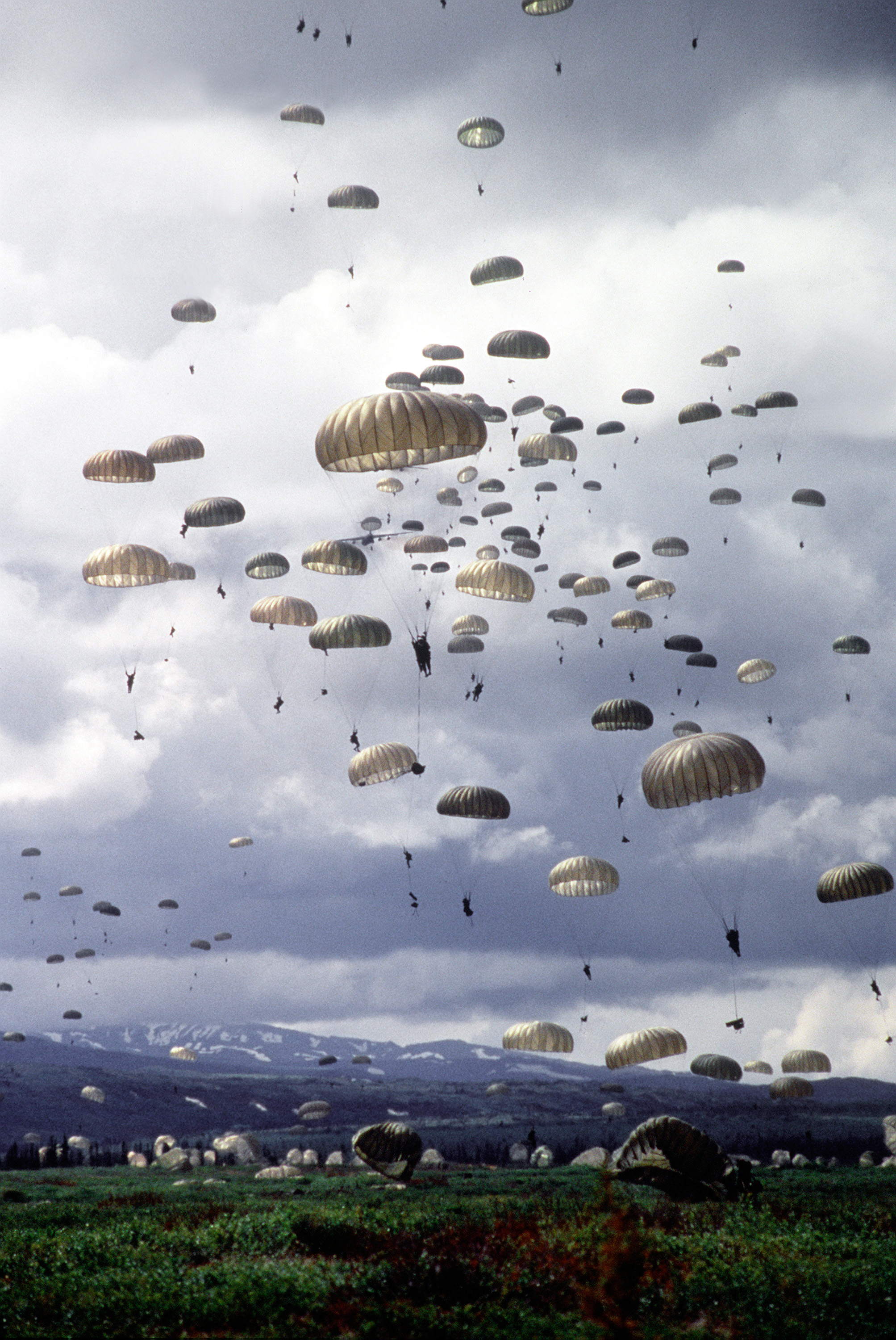
Fallschirmjäger der 25. US-Infanteriedivision während einer Übung in Alaska

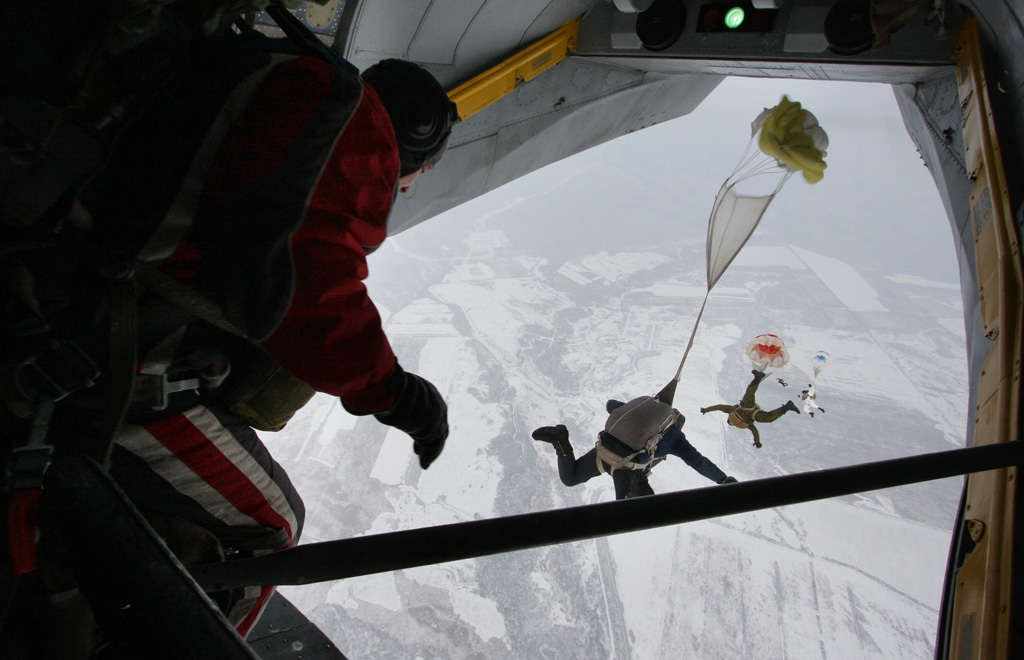
Absetzen von Marinefallschirmjägern aus einer Antonow An-26 der russischen Pazifikflotte (2009)

Fallschirmjäger sind Teil der Luftlandetruppen, deren originäre Hauptaufgabe nach erfolgtem Absetzen der infanteristische Kampf ist. Die Luftlandung kann mittels Fallschirmsprung oder Hubschraubern durchgeführt werden, wobei nur solche Einheiten als Fallschirmjäger bezeichnet werden, die dazu qualifiziert und ausgerüstet sind, mit einem Fallschirm im Einsatzraum abgesetzt zu werden. Andere Truppenteile der Infanterie gehören zur leichten Luftlandeinfanterie.
In vielen Armeen – so auch in der Bundeswehr – bildet die Fallschirmjägertruppe eine eigene Truppengattung innerhalb der Infanterie der Teilstreitkraft Heer.
Werden Soldaten über den Luftweg abgesetzt, ist dies für den Gegner oft überraschend. Die reine Verteidigung von Küsten und Verkehrswegen wird zu einer Gefahr; der Gegner ist sodann dazu gezwungen, auch im Hinterland Kampftruppen zu stationieren.
Entgegen ihrer Ausbildung werden Fallschirmjäger selten mit einer Luftlandung ins Einsatzgebiet gebracht. Bedingt durch die beschränkten Möglichkeiten im Sprung per Fallschirm – schwere Fahrzeuge und schwere Waffen können nicht herangebracht werden – sind Fallschirmjäger nur mit einer geringen und leichten Ausrüstung im Einsatz. Dies macht Fallschirmjäger jedoch zu einer schnell mobilisierbaren Eingreiftruppe, ungeachtet des Transportmittels, deren Nachschub wenig aufwendig ist. Da sie mangels Lastkraftwagen den größten Teil ihrer Ausrüstung zu Fuß transportieren, sind Fallschirmjäger besonders für unwegsames Gelände geeignet.
Eine Fallschirmsprungausbildung haben auch andere luftbewegliche Truppen wie Kampfschwimmer, Fernspäher und Spezialeinheiten, sie gehören jedoch nicht zu den Fallschirmjägern, haben nur bedingt einen Auftrag zum infanteristischen Kampf und sind mangels Stärke und Ausrüstung auch nur bedingt dazu befähigt.

## Geschichte

### Vorgänger
Die militärische Luftfahrt begann Ende des 18. Jahrhunderts mit der Verwendung von Fesselballons, um feindliche Stellungen auszuspähen. Aus diesem führte Charles Leroux am 14. April 1889 einen Fallschirmabsprung aus ca. 1000 m Höhe durch, der aber als Rettungssprung diente. Die Geschichte des Fallschirmspringens selbst reicht weiter zurück. Mit der ersten größeren Verwendung von Flugzeugen während des Ersten Weltkrieges (1914–1918) sahen die Armeen auch ein größeres Anwendungsfeld für den militärischen Fallschirmabsprung. Den ersten bekannten Luftlandeeinsatz führten am 4. Oktober 1916 Oberleutnant Maximilian von Cossel und Vizefeldwebel Rudolf Windisch nach einer Luftanlandung an der Ostfront durch. Der erste bekannte Sprungeinsatz war im August 1918, als vier italienische Offiziere hinter den österreichischen Linien absprangen. Im Oktober 1918 sprang eine französische Sabotagetruppe mit Fallschirmen in den Ardennen ab.
Noch während des Krieges entwickelte der US-Generalmajor Billy Mitchell (1879–1936) das erste umfassende Luftlandekonzept. Er plante den Einsatz einer kompletten Division, die mit 2.000 Flugzeugen hinter der deutschen Frontlinie abgesetzt werden sollte. Das Unternehmen war für das Jahr 1919 vorgesehen und wurde nach dem Waffenstillstand von Compiègne (11. November 1918) abgesagt. Mitchell trat auch in den folgenden Jahren für sein Konzept ein, ohne sich jedoch durchsetzen zu können. Trotzdem demonstrierte er 1928 bei einem Manöver erfolgreich das Absetzen von sechs Fallschirmjägern. Auch in Frankreich wurden derartigen Ideen keine Beachtung mehr geschenkt.
Trotz der durch Zivilisten schon vor dem Ersten Weltkrieg und den bei Fallschirm-Notabsprüngen von Piloten manuell erfolgten Fallschirmsprüngen, wurden Fallschirmjäger und Sonderverbände nur im automatischen Fallschirmsprung ausgebildet. Erst nach dem Zweiten Weltkrieg wurden in den 1950er Jahren besonders in Frankreich die stabile Freifallhaltung entwickelt und manuelle Fallschirmsprünge durchgeführt. Im Zuge dessen erlangte auch der Fallschirmsport Verbreitung.

### Aufbau moderner Verbände

Fallschirmjäger der Bundeswehr üben in Malmsheim.

#### Zwischen den Weltkriegen
Nach einer anfänglichen Experimentierphase stellte die Rote Armee im August 1930 die erste Luftlandetruppe auf, die bis 1932 auf Brigadestärke (450 Fallschirmjäger; 18 Flugzeuge) anwuchs. Bei einem Manöver im Kiewer Militärbezirk 1935 konnten bereits 1.800 Fallschirmjäger abgesetzt werden, die von 5.700 weiteren Luftlandesoldaten unterstützt wurden. Im Jahr darauf kämpften bei einem weiteren Manöver 1.200 Fallschirmjäger einen Flugplatz frei, was von ausländischen Militärbeobachtern wie Kurt Student und Archibald Wavell verfolgt wurde. Bis 1941 wuchs die sowjetische Luftlandetruppe auf drei Korps an, die jeweils drei Brigaden zu je 1.200 Mann umfassten. Diese Verbände kamen erstmals im Sommer 1939 beim japanisch-sowjetischen Grenzkonflikt an der Grenze zur japanisch besetzten Mongolei unter Kriegsbedingungen zum Einsatz.
Am 29. Januar 1936 stellte die Wehrmacht die ersten deutschen Fallschirmjägerverbände, später auch Luftlandeverbände durch Umgliederung von Infanteriedivisionen und deren Ausstattung mit leichter Ausrüstung und Bewaffnung auf. Bis zum 1. Juli wurden die Fallschirmregimenter 1 und 2 unter dem Kommando von Generalmajor Kurt Student aufgestellt, und zur 7. Flieger-Division zusammengefasst, die der Luftwaffe unterstand. Zum ersten Einsatz dieser Verbände kam es im Zuge der Besetzung des Sudetenlandes, als im Herbst 1938 deutsche Luftlandetruppen bei Freudenthal hinter den tschechoslowakischen Linien landeten. Als „Spitznamen“ erhielten die deutschen Fallschirmjäger im Laufe des Krieges durch die Alliierten die Bezeichnung „Grüne Teufel“. Deren wesentlicher Unterschied zu Fallschirmverbänden anderer Nationen bestand darin, dass die Truppe nicht taktisch, sondern meist operativ eingesetzt wurde.
Die erste Fallschirmsprungschule wurde auf dem Flugplatz Stendal-Borstel eingerichtet, der weitere in Braunschweig und Wittstock/Dosse, und im Verlauf des Krieges in Frankreich und Jugoslawien in Kraljevo und Pau folgten, in denen Truppenersatz ausgebildet wurde.
Zu ihrer Ergänzung wurde die 22. Infanterie-(Luftlande)-Division und als Ersatz für diese 1944 die 91. (LL) Infanterie-Division mit unterstelltem Fallschirmjäger-Regiment 6 aufgestellt und mit leichter Ausrüstung für die Luftverlegbarkeit umgegliedert.
Die französische Luftwaffe stellte 1937, wohl in Reaktion auf die sowjetischen Fortschritte, die 601. und 602. Luftinfanteriegruppe auf. Jedoch fand diese neue Truppe wenig Beachtung. Italien experimentierte bereits seit 1927 mit Luftlandetruppen, bevor zwischen 1936 und 1938 die ersten zwei Fallschirmjäger-Bataillone aufgestellt wurden. Bis zum Zweiten Weltkrieg (1939–1945) wurden diese Truppen jedoch nicht eingesetzt, sondern ebenso wie in den britischen Streitkräften lediglich per Flugzeug zu ihren Einsatzorten transportiert. Großbritannien stellte keine Fallschirmjägerverbände auf, sondern nutzte Flugzeuge lediglich wie im Nahen Osten via Lufttransport für die Verschiebung von Truppen.

#### Zweiter Weltkrieg

##### Erfahrungen im Zweiten Weltkrieg

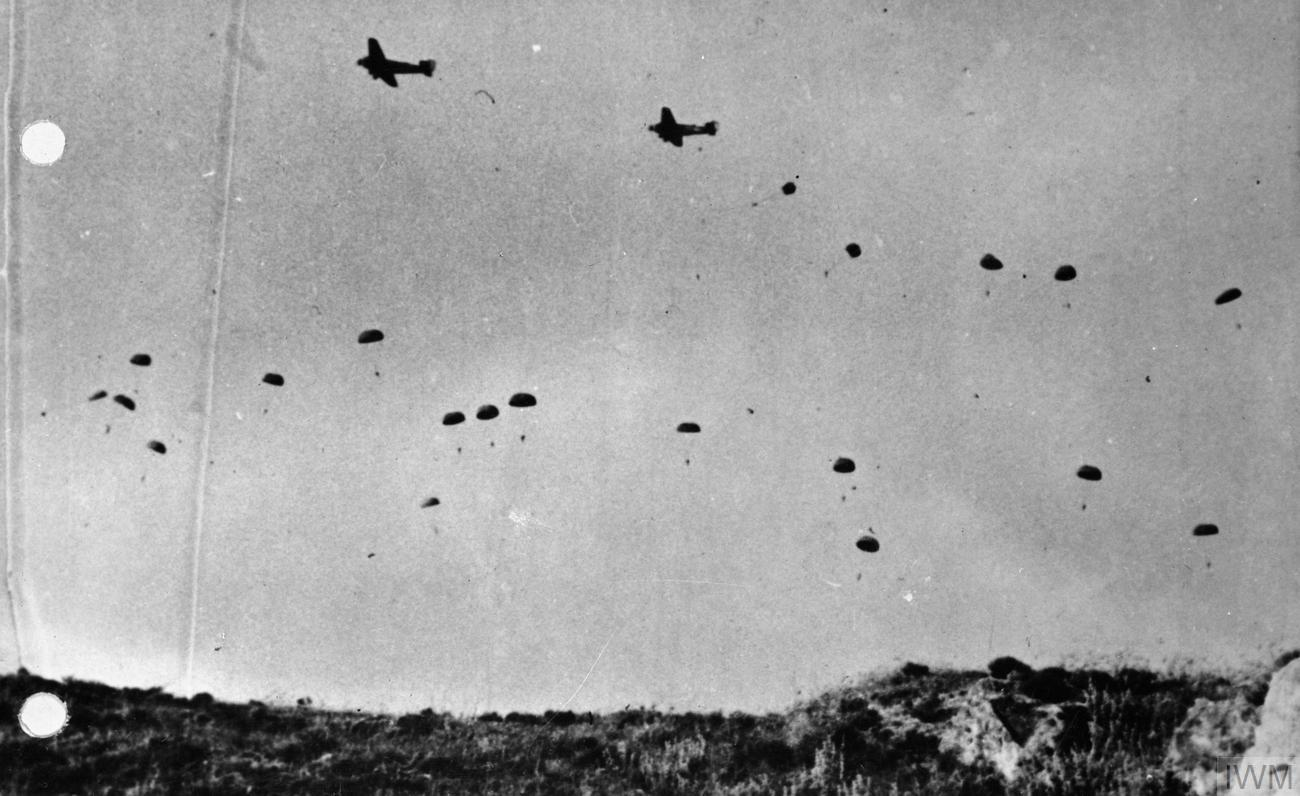
Deutsche Fallschirmjäger bei der Landung auf Kreta 1941

Während des Zweiten Weltkriegs kam es zu zahlreichen Einsätzen von Luftlandetruppen. Den ersten Einsatz führte die Rote Armee im Winterkrieg 1939/40 in Finnland und im Sommer 1940 bei der Besetzung von Bessarabien durch. Diese Unternehmen scheiterten unter großen Verlusten, da die Truppen nur örtlich in kleinen Gruppen abgesetzt wurden.
Deutsche Fallschirmjäger nahmen im April 1940, bei der Durchführung des Angriffs auf Dänemark und Norwegen (→ Unternehmen Weserübung) vor allem operativ wichtige Flugplätze und Verkehrsknotenpunkte ein und ermöglichten damit das Einfliegen weiterer deutscher Verbände.
Im Mai während des Westfeldzuges kamen die Fallschirmjäger und Luftlandeverbände wieder zum Einsatz. Sie eroberten operativ wichtige Brücken in Holland und Belgien mit dem belgischen Sperrfort Eben-Emael, und banden durch die Luftlandung im Rücken große Teile der niederländischen und belgischen Kräfte.
Im folgenden Jahr eroberten deutsche Fallschirmjäger am 26. April 1941 beim Angriff auf Griechenland den taktisch wichtigen Übergang über den Kanal von Korinth. Den Höhepunkt des strategisch-operativen Einsatzes der deutschen Fallschirmjäger bildete vom 20. Mai bis zum 1. Juni 1941 die verlustreiche Eroberung der Insel Kreta beim → Unternehmen Merkur. Dabei zeigte sich, dass Luftlandeoperationen im automatischen Fallschirmsprung (Öffnung des Schirms automatisch unmittelbar beim Absprung) in Landezonen, in deren Nähe oder in denen sich Feindkräfte befinden, zu hohen Verlusten führen. Insbesondere die Transportflugzeuge sind, da sie eine längere Strecke in sehr niedriger Flughöhe anfliegen müssen, durch Beschuss mit Flak und auch mit Handfeuerwaffen stark gefährdet. Nach diesem Einsatz wird Hitler am 17. Juli der Ausspruch zugeschrieben, dass die Zeit der Fallschirmtruppe nun vorüber sei, weil sich ihr Überraschungseffekt verflogen hätte. Im weiteren Verlauf des Krieges wurden zwar noch weitere sieben Fallschirmdivisionen aufgestellt, doch trugen sie diese Bezeichnung nur aus Prestigegründen. Für den Fallschirmsprungeinsatz ausgebildet und ausgerüstet waren nur zwei Fallschirmjägerdivisionen.
Die Wehrmacht führte, auch bedingt durch die Verluste während der Eroberung Kretas, während des Russlandfeldzuges keine Luftlandungen in größerem Umfang durch. Verdeckte Einsätze nach Fallschirmsprung führte das Fallschirm-Jäger-Bataillon der Division Brandenburg durch, aus dem der Sonderverband Ost entstand.
Das Unternehmen Herkules zur Eroberung von Malta im Verbund mit italienischen Luftlandetruppen wurde abgesagt. Die nächste Luftlandeoperation nach Fallschirmsprung erfolgte erst 1943 während des Unternehmens Leopard auf der Insel Leros. Kräfte der 1. Fallschirmjäger-Division wurden während der alliierten Landung Operation Husky im Juli 1943 auf Sizilien durch Sprungeinsatz gegen alliierte Luftlandungen herangeführt. Die letzte Luftlandeoperation war während der Ardennenoffensive 1944 das Unternehmen Stößer.

### Rote Armee
Die sowjetische Fallschirmtruppe gilt als die älteste Fallschirmjägertruppe der Welt, die in Großverbänden aufgestellt wurde. General Kurt Student schrieb über die sowjetischen Fallschirmjäger: Die Idee von Luftlandeeinheiten wurde in der Sowjetunion geboren und die Sowjetunion hatte als erstes Land der Welt eine Fallschirmtruppe aufgestellt. Fallschirmspringen wurde durch die Massenorganisation OSSOAWIACHIM zu einem Volkssport. Die Waffengattung wurde 1935 beim Manöver im Kiewer Militärbezirk ausländischen Militärbeobachtern erstmals vorgeführt.
Zu Kriegsbeginn stand die sowjetische Fallschirmtruppe mit 12 einsatzbereiten Luftlandebrigaden mit weitem Abstand an der Spitze der großen Militärmächte. Das erste Luftlandeunternehmen der Welt fand am 30. November 1939 bei Petsamo im Winterkrieg statt. Dieses und weitere Landungen während dieses Krieges scheiterten jedoch, da die Bodentruppen nicht schnell genug die Landepunkte erreichten.
Im Deutsch-Sowjetischen Krieg wurde jedoch keine einzige größere Luftlandeoperation durchgeführt. Es gab nur 3 Einsätze in Brigadestärke. Der erste wurde im Februar 1942 bei Juchnow zur Verstärkung des 5 Monate hinter den feindlichen Linien kämpfenden Kavalleriekorps von Pawel Below unternommen. Im März 1942 sprang eine Brigade nachts in den Kessel bei Demjansk und sollte das Hauptquartier von General Walter von Brockdorff-Ahlefeldt ausheben. Obwohl die Brigade völlig überraschend im Kessel erschien, scheiterte der Handstreich. Schließlich wurde eine Luftlandebrigade im Herbst 1943 zur Bildung eines Brückenkopfes über den Dnepr eingesetzt, was aber nur teilweise glückte.
Die sowjetischen Streitkräfte führten erstmals im Winter und Frühjahr 1942 größere Luftlandeoperationen durch, bei der insgesamt fünf Brigaden im Rücken der deutschen Heeresgruppe Mitte landeten. Diese Großverbände wurden allerdings bis zum Sommer aufgerieben und verbleibende Kräfte schlossen sich den Partisanen an.
In der Schlacht am Dnepr vom 26. August bis zum 20. Dezember 1943 in Südrussland führte die sowjetische Armee ein Luftlandeunternehmen bei Bukrin durch. Nachfolgend bleibt bei dieser Operation festzustellen, dass das Unternehmen in der Dnepr-Schleife nicht nur die größte, sondern auch die letzte Luftlandeoperation der Roten Armee war, und Stalin und die Stavka von nun an auf derartige Abenteuer verzichtete. Obwohl es sich bei diesem Masseneinsatz um eine spektakuläre Aktion gehandelt hatte, wurde sie bezeichnenderweise durch die Verluste in der offiziellen sowjetischen Geschichtsschreibung lange Zeit totgeschwiegen.

### Japanische Armee

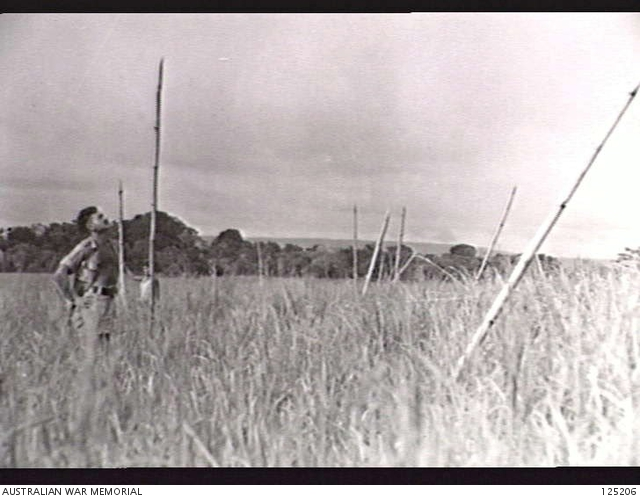
Mit angespitzten Bambusstangen wollten die Japaner in Portugiesisch-Timor gegnerische Fallschirmjäger abwehren.

Die Kaiserlich Japanische Armee und die Kaiserlich Japanische Marine setzten bei ihren Operationen so 1942 bei der Eroberung von Borneo und Sumatra jeweils eigene Fallschirmjäger in geringer Stärke (350 Mann) ein. Die Marine stellte für eigene Operationen die Fallschirmtruppe der Marine auf.

### USA und Großbritannien
Erst nach Kreta begannen die westlichen Alliierten mit dem Aufbau von Luftlandetruppen. Größere alliierte Luftlandeunternehmen fanden am 8. November 1942 bei der Operation Torch in französisch Nordafrika, im Juli 1943 während der Operation Husky mit der Einnahme von Sizilien und dann vor allem im Rahmen der Invasion in der Normandie bei der Operation Overlord, bei der Operation Market Garden, deren Gesamtziel nicht erreicht wurde, sowie im Frühjahr 1945 am Rhein bei der Operation Varsity statt.
Die Vereinigten Staaten begannen im Sommer 1940 mit dem Aufbau von Fallschirmjägereinheiten. Deren erste Großverbände waren die 101. US-Luftlandedivision „The Screaming Eagles“ und die 82. US-Luftlandedivision „All American“, „America’s Guard of Honor“, aufgestellt im August 1942, beide zusammengefasst im XVIII. US-Luftlandekorps. Diesen folgten in der Aufstellung die 11th Airborne Division „The Angels“, die 13th Airborne Division „Black Cat Division“ und die 17th Airborne Division „Thunder from Heaven“. Deren erster Kampfeinsatz erfolgte am 8. November 1942 bei Oran in Nordafrika. Luftlandungen zur Absicherung von amphibischen Landungen erfolgten danach bei der Operation Husky auf Sizilien, Operation Avalanche auf dem italienischen Festland, Operation Overlord mit der Luftlandung Operation Neptune, Operation Market Garden in den Niederlanden und die Operation Varsity zur Überquerung des Rheins bei Wesel.
Die British Army stellte im Oktober 1941 die 1st Airborne Division aus zwei Parachute Brigaden und einer Airlanding Brigade auf. Die 6th Airborne Division als zweite Fallschirmjägerdivision wurde im Mai 1943 aufgestellt. Ergänzt wurden die Luftlandegroßverbände durch die luftverlastbare 52. (Lowland-)Division. Luftlandeoperationen dieser Großverbände waren die Operation Husky, Operation Tonga im Rahmen der Operation Overlord, Operation Market Garden mit der Vernichtung der 1. Luftlandedivision und die Operation Varsity.
Im Pazifikkrieg wurde die 11th Airborne Division (Vereinigte Staaten) eingesetzt. Ein Gefechts-Fallschirmsprung erfolgte während der Rückeroberung der Philippinen auf Corregidor durch das 503. Parachute Combat Team. Insgesamt wurden, auch durch die klimatischen Bedingungen und den weiten operativen Einsatzraum des Pazifik, wenige Luftlandeoperationen im Fallschirmsprung durchgeführt und mehr amphibische Operationen durch die US Marines.

### Luftlandeoperationen im automatischen Gefechtssprung nach 1945
- 1947 Operation Léa Indochinakrieg
- 1950 Schlacht an der Route Coloniale 4
- 1954 Schlacht um Điện Biên Phủ mit Gefechtsverstärkungen im Fallschirmsprung
- 1956 44th Independent Parachute Brigade Group und französische Fallschirmjäger in der Sueskrise in Ägypten
- 1964 Simba-Rebellion Luftoffensive Operation Dragon Rouge Demokratische Republik Kongo durch belgische Fallschirmjäger
- 1974 türkische Fallschirmjägerbrigade und Bordo Bereliler bei der Operation Atilla auf Zypern
- 1974 Indonesischer Angriff auf Osttimors Hauptstadt Dili und andere Orte des Landes, während der Operation Seroja
- 1978 Schlacht um Kolwezi französische und belgische Fallschirmjäger
- 1983 82nd Airborne Division mit der US-Invasion in Grenada bei der Operation Urgent Fury
- 2003 173. US-Luftlandebrigade im Zweiten Irakkrieg bei der Operation Iraqi Freedom im Kurdengebiet des Irak
- 2013 2e régiment étranger de parachutistes bei der Opération Serval in Mali, dabei Freifaller zur Sicherung der Landezone

Die nach 1945 durchgeführten automatischen Gefechtssprünge geschahen meist in asymmetrischen Kriegen, häufig nach Lufttransport und -verlegung aus dem Mutterland über eine dem Einsatzraum näher gelegene Basis – so bei der britischen Luftlandung 1956 von Zypern aus. Bei späteren, nur noch vereinzelt durchgeführten Luftlandeoperationen, wurden die Landezonen im Vorwege durch Spezialkräfte im Gleiteinsatz nach Freifallsprung aufgeklärt, erkundet und gesichert, wie dem Pathfinder Platoon der 16 Air Assault Brigade oder wie sie mit den Fallschirmspezialzügen in der Bundeswehr aufgestellt sind. Diese Art der Luftlandeoperationen sind aber heute die Ausnahme und werden durch die hohe Gefährdung der Transportflugzeuge bei einem Anflug in niedrigster Höhe kaum oder nicht mehr durchgeführt, da diese nicht gegen Beschuss geschützt sind. In begrenztem Umfang können Einheiten im Gleiteinsatz des HAAO im Military Freefall herangeführt werden. Dies zeigen auch die Einsätze der russischen Luftlandetruppen und Luft-Sturmtruppen im russisch-ukrainischen Krieg mit der versuchten Einnahme von Flughäfen nahe Schlüsselgelände, bei dem diese teilweise bereits beim Anflug in den Hubschraubern und Transportflugzeugen in den Anflugkorridoren abgeschossen und vernichtet wurden.

## Auftrag
Die Verbringung von Fallschirmjägern mit leichter Ausrüstung erfolgt heute meist durch eine Luftanlandung mit Hubschraubern an den Einsatzort, früher auch mit Lastenseglern, nur noch selten durch automatischen Fallschirmsprung. Speziell ausgebildete Fallschirmjäger erreichen den Einsatzraum im Military Freefall, einige können im Tandemsprung auch nichtspringende Spezialisten wie Aufklärungs- oder EOD-Spezialisten ins Einsatzgebiet verbringen.
Am Einsatzort kämpfen Fallschirmjäger als Infanteristen, besonders im Orts- und Häuserkampf sowie Waldkampf. Im Gefechtsdienst sind Fallschirmjäger durch die Grenze der Tragfähigkeit begrenzt, die gesamte Ausrüstung für den Einsatz muss durch die Soldaten nach der Landung „am Mann“ bewegt werden. Dabei wird nicht selten Ausrüstung getragen, die das eigene Körpergewicht des Soldaten erreicht. Früh führte man daher das luftverlastbare Waffenträgerfahrzeuge Kraka oder Wiesel ein sowie andere Transportfahrzeuge wie für den beweglichen Arzttrupp BAT den Zugkarre ein.
Taktische Ansätze von Fallschirmjägern und Luftlandetruppen
- Einsatzgruppen-Taktik: In dieser Einsatzform werden Fallschirmjäger durch Panzertruppen verstärkt, da sie durch ihre relativ leichte Bewaffnung verwundbar sind und isoliert nur wenig Feuerkraft entfalten können. Die Fallschirmjäger wirken ebenfalls eng mit luftlandefähigen Kampfunterstützungstruppen sowie luftlandefähigen Einsatz- und Führungsunterstützungstruppen anderer Truppengattungen zusammen. Nach diesem Muster war z. B. die ehemalige 1. Luftlandedivision der Bundeswehr konzipiert.
- Luftsturm-Taktik: Luftsturm-Truppen bzw. die Luftkavallerie sind Infanterieverbände – nicht ausschließlich Fallschirmjäger –, die oft mittels Hubschrauber luftbeweglich sind. Sie sind durch ihre Ausstattung mit Unterstützungsmitteln und durch ihre Bewaffnung dennoch schlagkräftige Einheiten. Zur Bewaffnung gehören leichte Geschütze, Maschinenkanonen und Lenkwaffen. Kampfhubschrauber können zusätzlich Feuerunterstützung liefern. Dieses Konzept verfolgte das Jägerregiment 1 in der Bundeswehr und die 101. US-Luftlandedivision. Während des Vietnamkrieges wurde die Division in „luftbewegliche Division“ (airmobile) umbenannt, was den hauptsächlichen Einsatz von Hubschraubern meint, und später zur „Luftkavallerie“ (air assault). Aus Tradition wird der Begriff airborne im Divisionsnamen geführt, obwohl heute auf der Divisionsebene keine Fallschirmjägeroperationen mehr durchgeführt werden.
- Kommandooperationen: Diese werden zur Auftragserfüllung operativ entscheidender Aufgaben, zum Angriff auf operative Einzelziele oder isoliert von einer kriegerischen Auseinandersetzung z. B. präventiv, durchgeführt. Im Gegensatz zur Verdeckten Operation ist die Kommandooperation in der Regel Teil einer regulären Kriegführung, die Grenzen sind allerdings fließend. Die charakteristischen Stärken der Fallschirmjägertruppe, die in den kleinen, flexibel und eigenständig operierenden Einheiten im Jagdkampf liegt, kommt hier besonders zum Tragen. Unkonventionelle Gefechtsführung und insbesondere das taktische Überraschungsmoment sind hierbei äußerst effiziente und effektive Komponenten einer „kleinen“ Kriegführung. In der Regel werden solche Einsätze in Zugstärke – bis 45 Fallschirmjäger mit Fallschirm(LL)-Pioniertrupp, Fallschirm(LL)-Sanitätstrupp und Fallschirm(LL)-Fernmeldetrupp – durchgeführt, die selbständig und auftragsorientiert den Kampf im rückwärtigen Feindraum führen.

Entsatz: Bedingt durch den Mangel an Nachschub und Ersatz sind Luftlandetruppen nach einer Landung im Feindgebiet besonderen physischen und psychischen Belastungen ausgesetzt und müssen nach wenigen Tagen durch andere Truppen entsetzt werden. Bis zum Entsatzzeitpunkt sollen sie einen Brückenkopf bilden, so dass die Ablösung durch nachrückende Kampftruppen auf dem Landweg möglich ist. Eine Rückverlegung von Kommandotrupps und Luftsturm-Truppen durch Heeresflieger ist möglich, kann aber nur selten erfolgen.

## Fallschirmjägertruppen einzelner Streitkräfte nach dem Zweiten Weltkrieg

### Deutschland

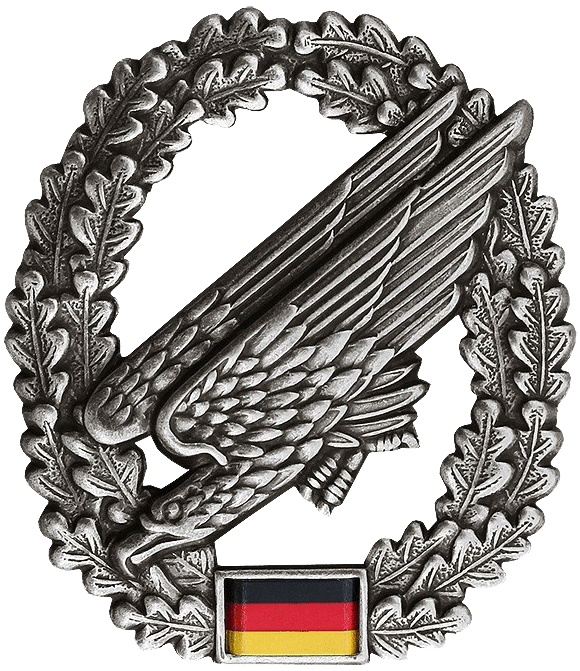
Barettabzeichen Fallschirmjägertruppe

In der Bundeswehr ist die Fallschirmjägertruppe eine eigene Truppengattung im Heer. Sie gehört zum Truppengattungsverbund der Infanterie. Die beiden Fallschirmjägerregimenter bilden die infanteristische Komponente der Luftlandebrigade 1. Jedes Regiment besteht dabei, neben den Unterstützungseinheiten, aus drei Fallschirmjägerkompanien und zwei zusätzlichen EGB-Fallschirmjägerkompanien mit erweiterter Grundbefähigung.
Angehende Fallschirmjäger nehmen an der Grundausbildung einer dem Fallschirmjägerregiment zugeordneten Rekrutenkompanie mit dem Schwerpunkt infanteristischer Kampf teil. Die Fallschirmsprungausbildung erfolgt an der Luftlande- und Lufttransportschule in Altenstadt. Der Fallschirmspringerlehrgang mit automatischer Fallschirmöffnung dauert 3½ Wochen und beinhaltet fünf Sprünge (im Regelfall drei Reihensprünge, ein Sprung mit Waffe und Gepäck sowie ein Nachtsprung). Für den Lehrgang wird das Fallschirmspringerabzeichen in Bronze verliehen. Besonders befähigte Soldaten können eine Zusatzausbildung für Spezialisierte Kräfte des Heeres mit erweiterter Grundbefähigung erhalten und dann einer Fallschirmjägerkompanie EGB des Regiments zugeordnet werden.
Alle Angehörige der Luftlandetruppen und der Fallschirmjägertruppe tragen das bordeauxrote Barett:
- Fallschirmjägerregiment 26, Zweibrücken
- Fallschirmjägerregiment 31, Seedorf

Beide Regimenter sind luftlande- und lufttransportfähig, aber nicht in der Gesamtheit im Fallschirmsprung ausgebildet. Teile sind im Gleiteinsatz freifallsprungfähig. Die Bundeswehr verfügt im Gegensatz zu anderen Ländern wie USA oder das Vereinigte Königreich über keine vollständig fallschirmsprungfähigen Verbände oder Großverbände mehr.

### Kanada
Bis 1995 war das Canadian Airborne Regiment der Fallschirmjägerverband im kanadischen Heer. 1992 im Rahmen der Unified Task Force kam es zu Kriegsverbrechen gegenüber der somalischen Bevölkerung, die in der Tötung eines Jugendlichen eskalierte. Da diese Verhalten von den Vorgesetzten des Regiments geduldet und teilweise gefördert wurde, und es Versuche der Vertuschung gab (englisch Somalia Affair) wurde das Regiment 1995 von der kanadischen Regierung ersatzlos aufgelöst. Seitdem gibt es weder eine Fallschirmjägertruppe noch Fallschirmjägerverbände. Das kanadische Heer hat drei Infanterieregimenter mit je drei Infanteriebataillone. Das 3. Bataillon ist dabei die Leichte Infanterie. In jedem dieser Bataillone ist eine Kompanie zum militärischen Fallschirmsprung ausgebildet, so dass es heute drei dieser Kompanien gibt.

### Österreich
Österreich hat weder eine Fallschirmjägertruppe noch einen ausgewiesenen Fallschirmjägerverband. Der einzige auf Luftlandungen spezialisierte Infanterieverband ist das Jägerbataillon 25 in Klagenfurt am Wörthersee. Als Kadereinheit besteht er aus 1.000 längerdienenden Soldaten, von denen ca. 120 im militärischen Fallschirmsprung ausgebildet sind. Die Soldaten des Jägerbataillon 25 tragen als einzige in Österreich ein bordeauxrotes Barett und nicht das grüne Barett der Jägertruppe.

### Vereinigte Staaten von Amerika

Airborne Tab, das am Oberärmel getragene Abzeichen für Luftlandetruppen

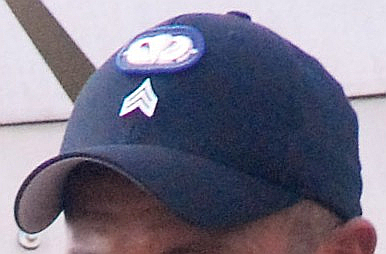
„Black Hats“, die Kopfbedeckung und Bezeichnung der Ausbilder an der Fallschirmspringerschule

Die US-Streitkräfte haben in allen Teilstreitkräfte Truppenteile und Einheiten, die im Fallschirmsprung ausgebildet sind. Größere im Fallschirmsprung ausgebildete Infanterieverbände gibt es aber nur noch in der United States Army. Fallschirmjäger sind keine eigene Truppengattung, und deshalb gibt es keine Fallschirmjägertruppe, sondern nur die Sammelbezeichnung für Fallschirmtruppen (englisch Paratroopers), die wie Infanteriebrigaden gegliedert sind, jedoch spezielle luftlandetaugliche Ausrüstung besitzen. Die Fallschirmtruppen in den Vereinigten Staaten sind nicht zu verwechseln mit dem Teil der Luftlandetruppen (englisch Airborne Troops), die auf die Anlandung mit Hubschraubern spezialisiert sind (englisch Air Assault). Alle Soldaten in Fallschirmtruppen müssen, unabhängig von Truppengattung und Verwendung, eine militärische Fallschirmsprungausbildung durchlaufen und eine gültige Sprungerlaubnis (englisch Airborne qualified) besitzen. Infanteristen der Fallschirmtruppe besuchen, wie alle angehenden Infanteristen, die kombinierte Grund- und Fachausbildung der Infanterie an der Infanterieschule in Fort Benning um dann gemeinsam mit allen Soldaten der Fallschirmtruppen in Fort Benning die dreiwöchige Ausbildung mit dem Truppenfallschirm T-11 (englisch Basic Airborne Course) zu absolvieren. Anschließend erfolgt die Versetzung in eine Fallschirmjägereinheit (englisch Parachute Infantry Regiment oder Infantry Regiment (Airborne)). Alle Angehörige der Fallschirmtruppen tragen ein bordeauxrotes Barett zum Dienstanzug. Folgende aktiven Verbände sind Fallschirmtruppen:
- XVIII. US-Luftlandekorps (einschließlich Korpstruppen, aber nur in Teilen Fallschirmtruppen)
  - 82. US-Luftlandedivision (9 Fallschirmjägerbataillone)
- 11. US-Luftlandedivision mit 2. Brigade (2 Fallschirmjägerbataillone)
- 173. US-Luftlandebrigade (3 Fallschirmjägerbataillone)
- 1. Bataillon – 509. Fallschirmjägerregiment (Opposing Forces des Joint Readiness Training Center)
- 75th Ranger Regiment (gehört zu den Spezialkräften, aber als Infanterieregiment gelistet)
- United States Army Parachute Team Golden Knights, Werbeteam der US-Army
- 1. Bataillon,  507. Fallschirmjägerregiment – Stammeinheit der Infanterieschule für die Aus- und Weiterbildung von militärischen Fallschirmspringern mit
  - United States Army Airborne School – Basic Airborne Course
  - United States Army Jumpmaster School – Jumpmaster (deutsch Absetzer)
  - United States Army Pathfinder School – Pathfinder (vergleichbar deutschen Fallschirmspezialzügen)

Die US-Spezialkräfte der Army, Navy und Air Force sind ebenfalls im Fallschirmsprung ausgebildet und tragen das Airborne Tab, sind aber eigene Truppengattungen.
Gegenwärtig ist nur das 1. Bataillon des 143. US-Infanterieregiment der Texas National Guard, zugeordnet der 173. US-Luftlandebrigade, das einzige Infanteriebataillon der Reserve, welches den Status Airborne besitzt.

### Vereinigtes Königreich

Barettabzeichen des Parachute Regiment

In der British Army gibt es keine Fallschirmjägertruppe als selbständige Truppengattung. Alle Fallschirmjäger sind Angehörige des Parachute Regiment, einen im Zweiten Weltkrieg gegründeten Infanterieregiment und heute der einzige fallschirmsprungfähige Infanterieverband im britischen Heer. Er ist in drei aktive und ein Reservebataillon gegliedert. Zwei Bataillone stellen einen Teil der Infanteriekräfte der 16 Air Assault Brigade, ein weiteres Bataillon unterstützt die Spezialkräfte.
Angehenden Fallschirmjäger nehmen, wie alle Infanteristen der British Army, an der kombinierte Grund- und Infanterieausbildung am Infantry Training Centre (ITC) Catterick teil. In der Parachute Regiment Training Company des zweiten Bataillon des ITC findet die 28-wöchige Ausbildung zum Fallschirmjäger statt. Zum Ende der Ausbildung absolvieren sie das Auswahlverfahren für den Fallschirmsprungdienst in der P-Company. Mit Bestehen der Auswahl erhalten sie das bordeauxrote Barett und werden ins Regiment versetzt, um anschließend die Fallschirmsprungausbildung bei der RAF Brize Norton zu absolvieren.
Die II. Squadron (deutsch Schwadron) des Royal Air Force Regiment, der Bodenverbände der Royal Air Force, ist im Fallschirmsprung ausgebildet. Sie dient als Unterstützung für die Spezialkräfte.

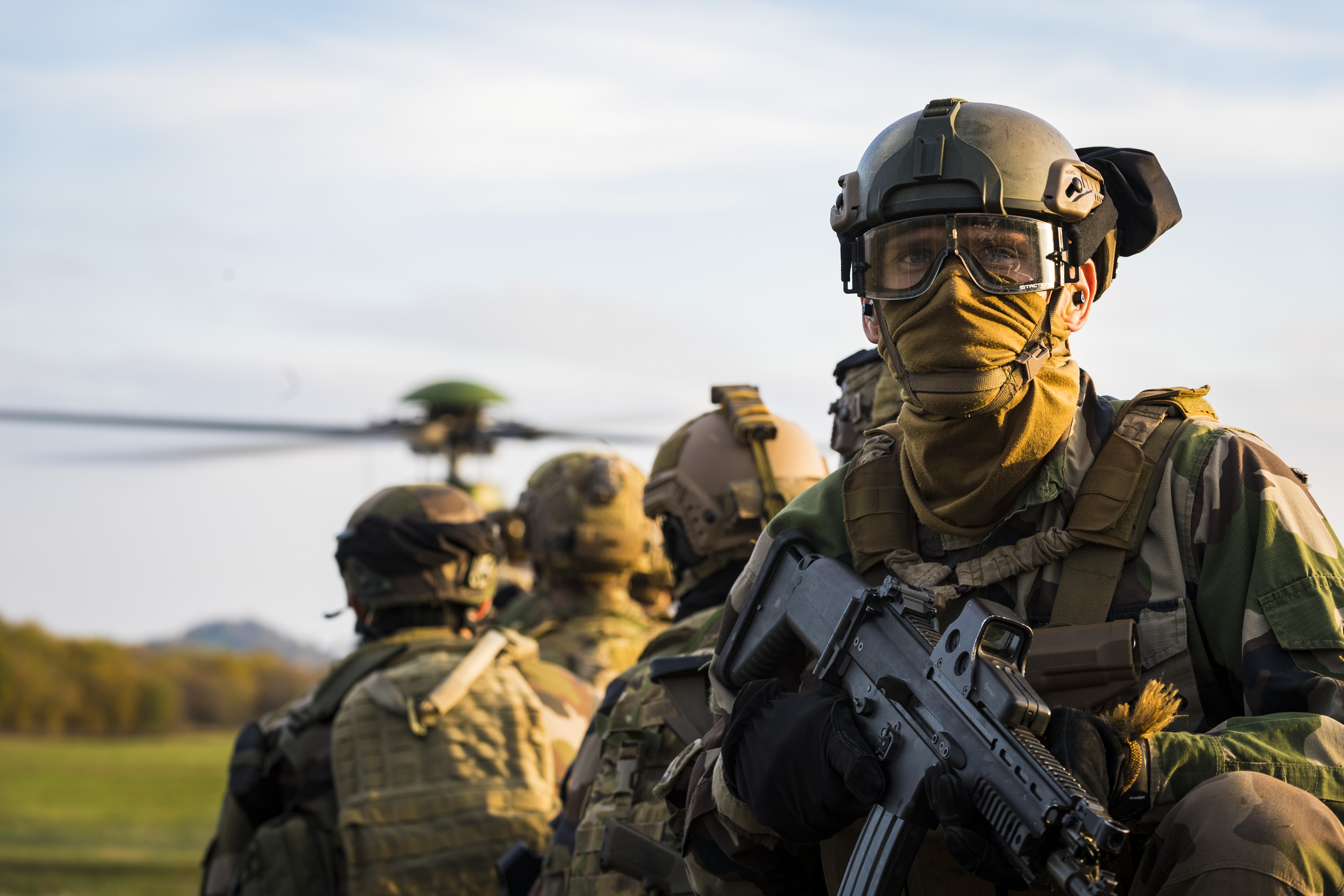
Französische Fallschirmjäger der GCP

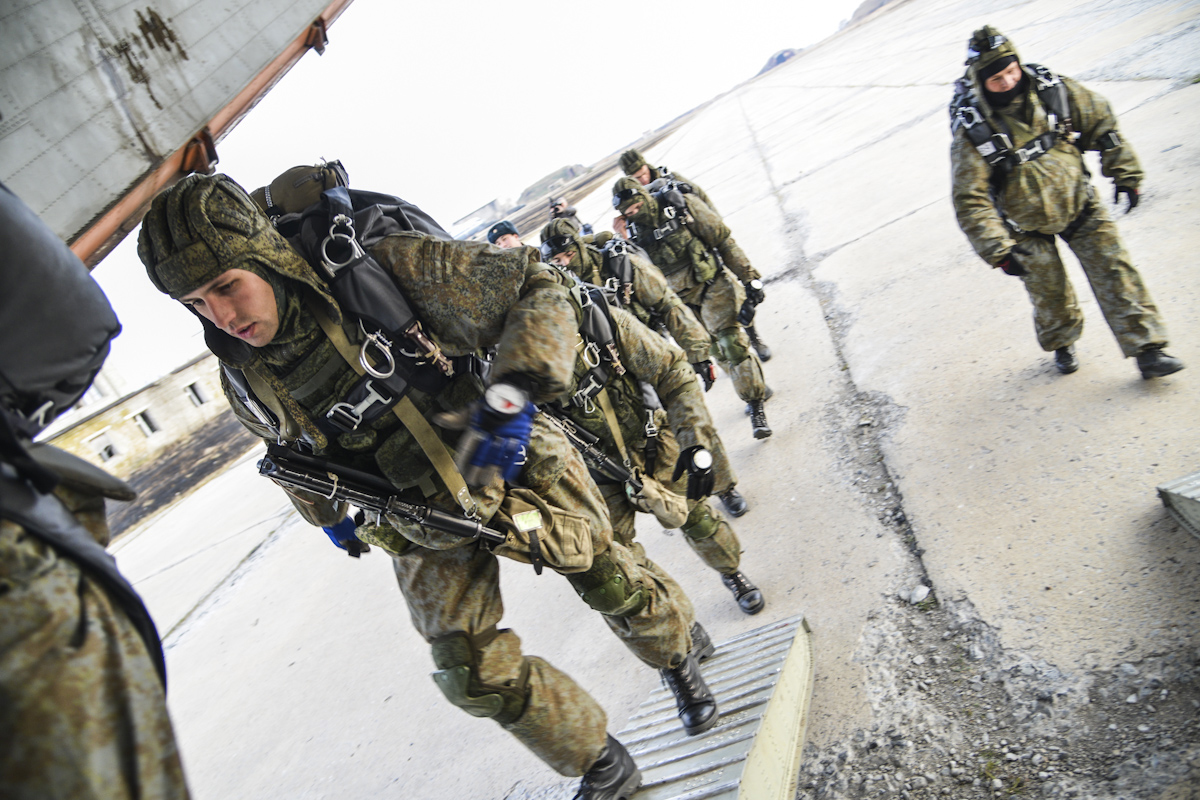
Russische Fallschirmjäger der 83. Luftsturmbrigade

### Sonstige Staaten
- NATO, siehe Combined Joint Expeditionary Force
- Multinational Division Central als multinationale NATO-Division für Mitteleuropa
- Französische Armee mit den französischen Luftlandeverbänden 11e brigade parachutiste
- belgischen Heeres Para-Commando-Brigade
- niederländischen Heeres 11 Luchtmobiele Brigade
- Esercito Italiano Brigata paracadutisti “Folgore”
- Polnische Landstreitkräfte 6. Luftlandebrigade „Brigadegeneral Stanisław Franciszek Sosabowski“ in Krakau
- Streitkräfte der Tschechischen Republik 43. výsadkový prapor (43. Fallschirmjägerbataillon) in Chrudim
- Israelischen Verteidigungsstreitkräfte Israelische Fallschirmjäger-Brigade
- WDW russische Luftlandetruppen

### Historisch
- Wehrmacht, siehe Fallschirmjägertruppe der Wehrmacht
- Kaiserlich Japanischen Heeres, siehe Fallschirmtruppe des Kaiserlich Japanischen Heeres
- Kaiserlich Japanischen Marine, siehe Fallschirmtruppe der Kaiserlich Japanischen Marine
- NVA, siehe Luftsturmregiment 40

## Ausbildung

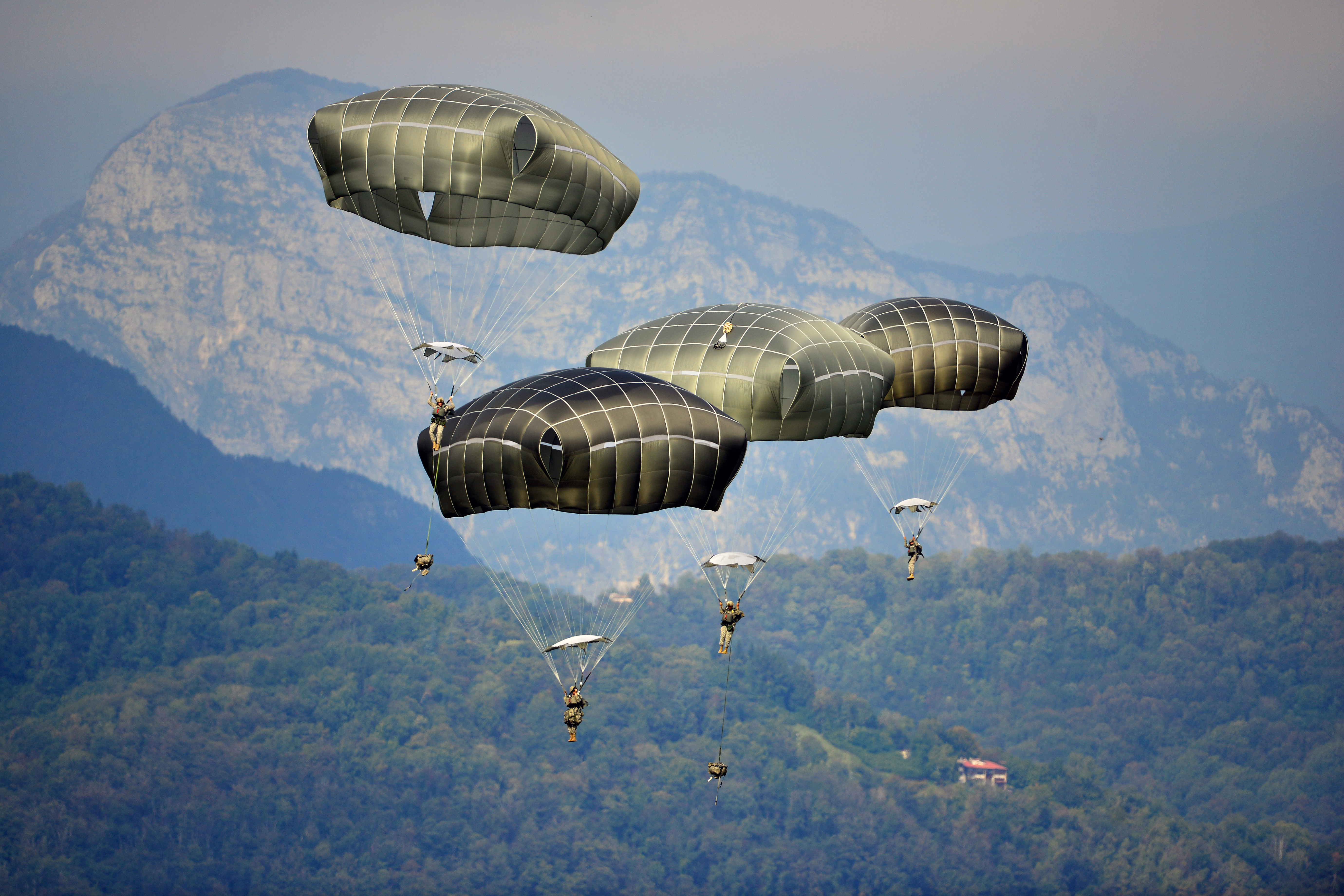
Soldaten der 173. US-Luftlandebrigade mit modernem Truppenfallschirm T-11

Fallschirmjäger sind zusätzlich zur infanteristischen Ausbildung der leichten Infanterie für Luftlandungen mit Hubschraubern und im Fallschirmsprung ausgebildet. Aufgrund der Anforderungen dieser Truppengattung gehören eine umfangreiche Waffen- und Schießausbildung sowie Sonderlehrgänge unter verschiedenen klimatischen und einsatznahen Bedingungen zur Ausbildung. Fallschirmjäger können einige Zeit auf sich alleine gestellt kämpfen. Der Kampf in der Tiefe als Jagdkampf hinter den feindlichen Linien ist ein Ausbildungsschwerpunkt. Führer nehmen am Einzelkämpferlehrgang sowie dem Lehrgang Orts- und Häuserkampf und Lehrgängen für den Gebirgskampf für ein breites Einsatzspektrum teil. Innerhalb der NATO gibt es Kooperationen zum personellen Austausch mit ausländischen Fallschirmjägereinheiten, insbesondere der Sprungausbildung und jeweiligen Waffen der Bündnispartner. Die Ausbildung im automatischen Fallschirmsprung tritt jedoch immer mehr in den Hintergrund.

## Ausrüstung
Die Ausrüstung der Fallschirmjäger beinhaltet die normale Infanterieausrüstung mit Handfeuerwaffen. Als besondere Ausrüstung für den Fallschirmsprung werden in vielen Armeen Fallschirmjägerhelme, ein Fallmesser und spezielle Fallschirmspringerstiefel ausgegeben.
Spezielle Kraftfahrzeuge Luftlandetruppen und Fallschirmjäger
- Welbike und Tricycle Fabrique Nationale AS 24
- Luftlandepanzer – Kraka und Wiesel

## Tradition und Korpsgeist

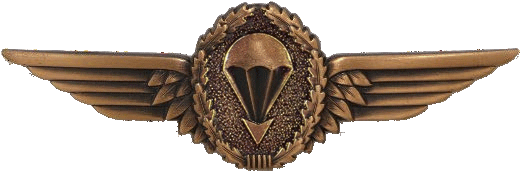
Deutsches Fallschirmspringerabzeichen in Stufe I – Bronze

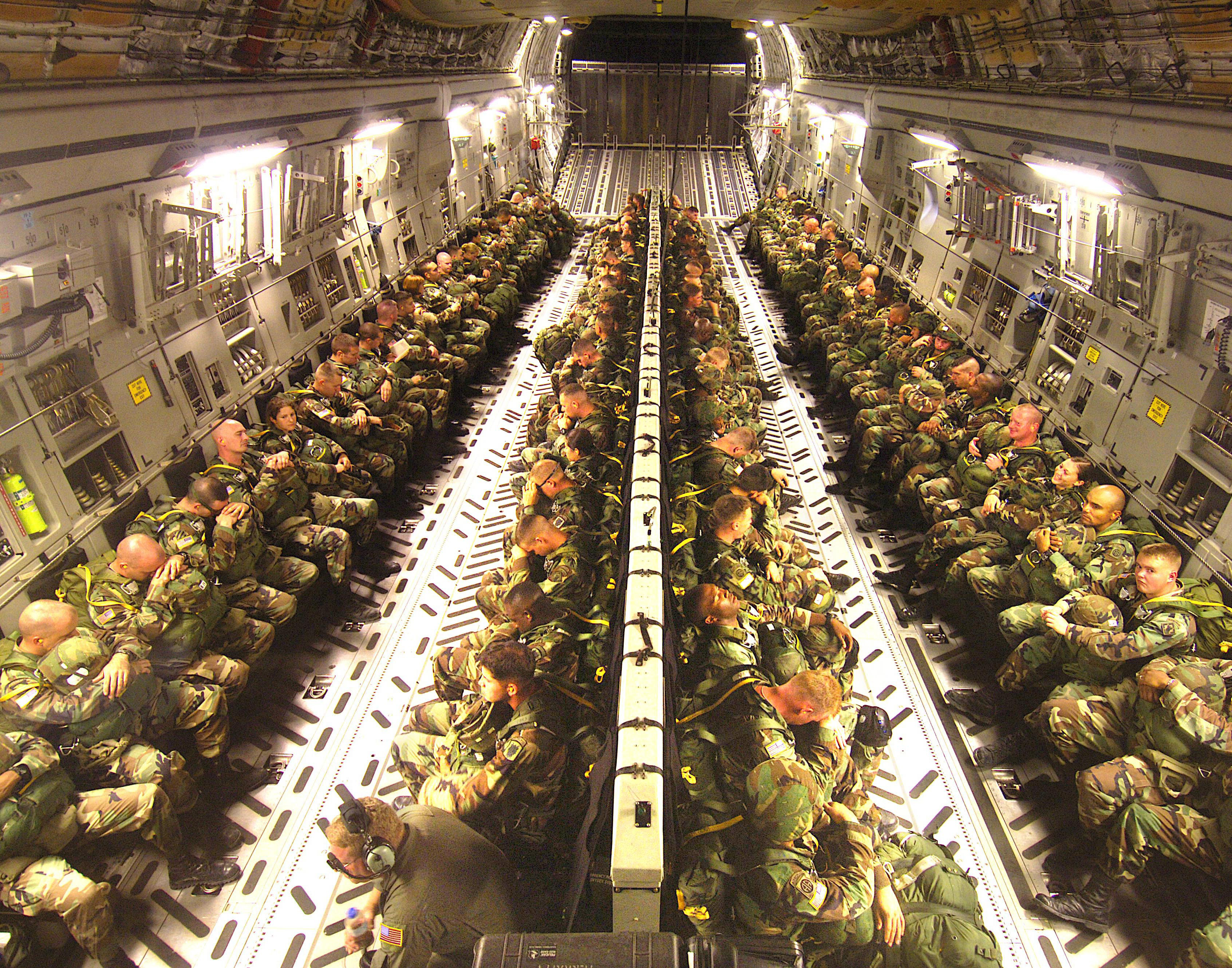
US-Fallschirmjäger an Bord einer Boeing C-17

Der Fallschirmsprung verlangt vom Soldaten ein hohes Maß an physischer und psychischer Leistungsfähigkeit, da der Sprung aus Luftfahrzeugen verbunden mit dem infanteristischen Einsatz eine erhebliche körperliche Belastung darstellt. Freiwilligenanteil und Leistungsbereitschaft sind oft überdurchschnittlich hoch. In der Bundeswehr, wie auch in den meisten anderen Armeen der Welt, ist für die eigentliche Sprungausbildung die freiwillige Meldung (fallschirmsprungwillig) notwendig. Dies prägt den Korpsgeist der meisten Fallschirmjägereinheiten nachhaltig. Aus diesem Grund haben Fallschirmjäger in allen Armeen der Welt ein elitäres Selbstbild und hohen Korpsgeist. Dabei werden Fallschirmjägereinheiten als Eliteverbände der jeweiligen Streitkräfte angesehen. Wie kaum eine andere Truppengattung üben die Fallschirmjäger seit jeher im inter- und multinationalen Rahmen. So sind die deutsch-französischen „Colibri“-Luftlandeübungen seit den 1950er-Jahren wahrscheinlich die ersten internationalen Großmanöver überhaupt gewesen, an denen die junge Bundeswehr teilnahm. Nahezu alle Fallschirmjäger weltweit tragen das bordeauxfarbene Barett als Zeichen ihres Status. Der Legende nach färbte sich das ursprünglich grüne Barett eines englischen Fallschirmjägers nach einer harten Landung mit einhergehender blutender Kopfverletzung rot. Seitdem gilt das bordeauxrote Barett als Symbol für die besonderen Gefahren, denen die Fallschirmjäger begegnen. Abweichend davon tragen russische Fallschirmjäger und Fallschirmjäger der Staaten, die vormals zur UdSSR gehörten, ein hellblaues Barett und ein T-Shirt mit hellblau-weißen Querstreifen. Als Fallschirmjäger gilt, wer die Grundausbildung in einer Fallschirmjägereinheit abgeschlossen und die Fallschirmsprungausbildung absolviert hat.